# Congregações Reformadas na América do Norte
As Congregações Reformadas na América do Norte - CRAN- ( em inglês Reformed Congregations in North America - RCNA) formam de uma denominação reformada continental, estabelecida em 1967, nos Estados Unidos e no Canadá, por dissidentes das Congregações Reformadas Neerlandesas. 

## História

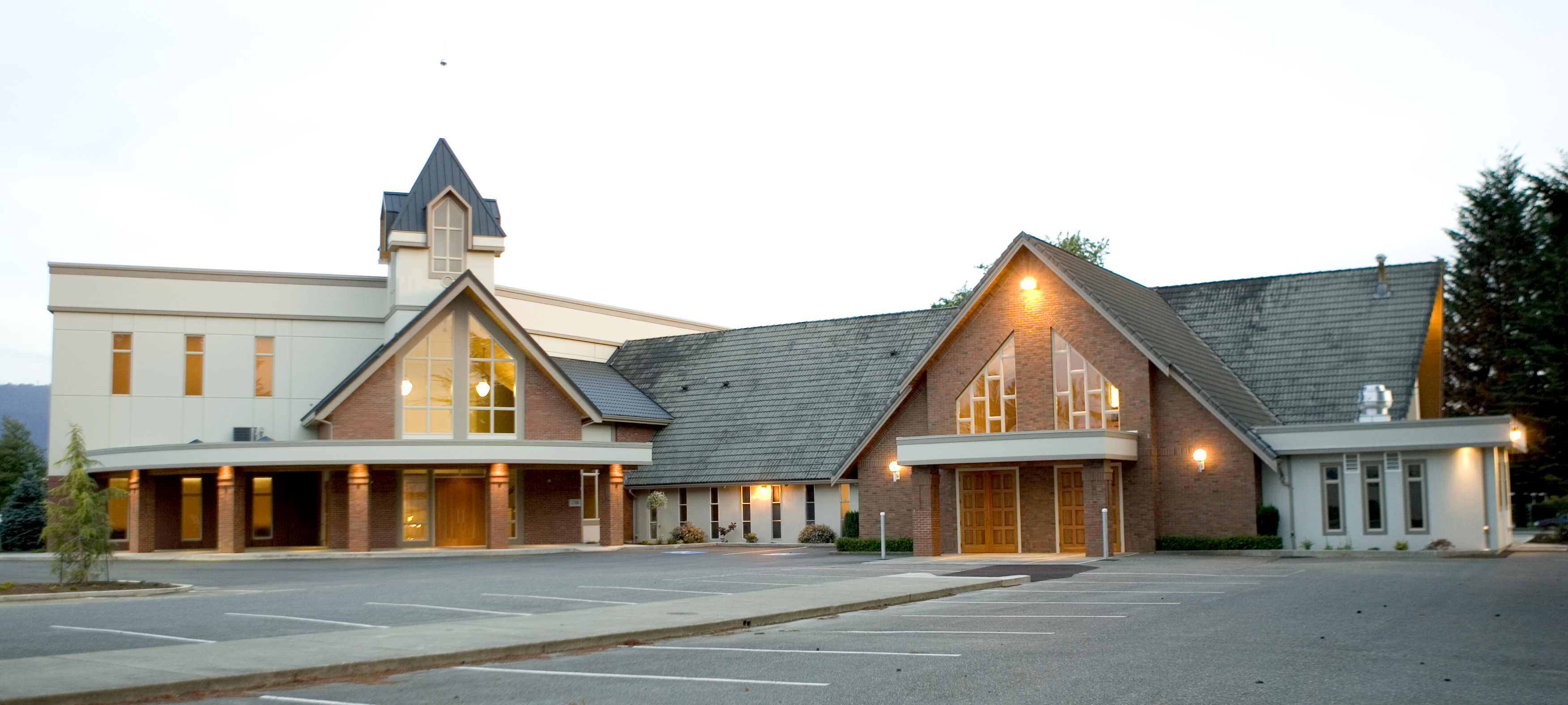
Congregação Reformada em Chilliwack.

Em 1953, as Congregações Reformadas (CR) debateram sobre a doutrina da oferta bem intencionada do evangelho. A denominação apoiou a doutrina, mas um grupo de igrejas se opôs ao posicionamento. Consequentemente, algumas igrejas se separaram da denominação e formaram as Congregações Reformadas na Holanda (CRH). 
Posteriormente, na América do Norte, as Congregações Reformadas Neerlandesas (CRE) apoiaram a posição das CR, o que também levou ao surgimento de dissidentes. As igrejas que se separam na América do Norte se organizaram em  1967 com o nome de Congregações Reformadas na América do Norte (CRAN).
No mesmo ano de sua fundação, as CRAN decidiram entrar em contato as Congregações Reformadas na Holanda e estabelecer relações eclesiásticas com a denominação europeia.
Em 2015 a denominação era formada por 4 igrejas locais, incluindo uma igreja em Monarca (Alberta), Norwich (Ontário), Prospect Park (Nova Jérsei) e a maior igreja da denominação, em Chilliwack, na Columbia Britânica. Em 2015, esta igreja tinha cerca de 1.274 membros e a denominação como um todo tinha e a denominação como um todo um total de 1.831 membros.
Em 2019 foi aberta a quinta igreja da denominação, em Giroux (Manitoba).

## Doutrina
As CRAN adotam as Três Formas da Unidade (Catecismo de Heidelberg, Confissão Belga e Cânones de Dort) como sua doutrina oficial. A denominação defende a Inerrância bíblica e se opõe a ordenação de mulheres. 